# Britta Brunius
Britta Brunius, född 4 maj 1912 i Kungsholms församling, Stockholm, död 31 augusti 2000 i Oscars församling i Stockholm, var en svensk skådespelare.

## Biografi
Brunius gick ut från Afzelius' flickskola 1930 och studerade sedan teater för Manda Björling och Karin Alexandersson och dans för Vera Alexandrowa i Stockholm. Hon var engagerad som skådespelare vid Dramaten och vid privatteatrar i Stockholm, Folkteatern i Göteborg, Helsingborgs stadsteater samt vid Riksteatern. Hon medverkade i en lång rad svenska filmer. 
Britta Brunius gifte sig 1936 med skådespelaren Ragnar Falck. Hon är gravsatt i minneslunden på Skogskyrkogården i Stockholm.

## Filmografi i urval
- 1935 – Grabbarna i 57:an
- 1937 – En sjöman går iland
- 1939 – Frun tillhanda
- 1939 – Vi på Solgläntan
- 1940 – Blyge Anton
- 1941 – Första divisionen (film)
- 1944 – Fia Jansson från Söder
- 1944 – Rännstensungar
- 1944 – Jag är eld och luft
- 1944 – Den osynliga muren
- 1945 – Barnen från Frostmofjället
- 1945 – Pettersson & Bendels nya affärer
- 1947 – Tant Grön, Tant Brun och Tant Gredelin
- 1948 – Musik i mörker
- 1949 – Fängelse
- 1949 – Törst
- 1952 – Farlig kurva
- 1952 – Hon kom som en vind
- 1953 – En skärgårdsnatt
- 1953 – Fartfeber
- 1953 – Mästerdetektiven och Rasmus
- 1955 – Friarannonsen
- 1955 – Männen i mörker
- 1956 – Den hårda leken
- 1956 – Rätten att älska
- 1959 – Enslingen i blåsväder
- 1959 – Raggare!
- 1961 – Pärlemor
- 1962 – Vita frun
- 1969 – En passion
- 1969 – Duett för kannibaler

## Teater

### Roller (ej komplett)
| År   | Roll                | Produktion                                                        | Regi                         | Teater                                       |
| ---- | ------------------- | ----------------------------------------------------------------- | ---------------------------- | -------------------------------------------- |
| 1933 | Medverkande         | Oss greker emellan Karl Gerhard                                   |                              | Folkteatern                                  |
| 1934 | Eva Strömbom        | Pettersson – Sverge Oscar Rydqvist                                | Sigurd Wallén                | Vanadislundens friluftsteater/ Södra Teatern |
| 1935 |                     | Grabbarna i 57:an Gideon Wahlberg                                 |                              | Tantolundens friluftsteater                  |
| 1935 | Margit Adamsson     | Följ me' till Köpenhamn Sigge Fischer                             | Sigge Fischer                | Mosebacketeatern                             |
| 1936 |                     | Skojar-Hampus Sigge Fischer                                       |                              | Mosebacketeatern                             |
| 1936 |                     | Fröken Grönlunds pojke Sigge och Arthur Fischer                   | Sigge Fischer Arthur Fischer | Mosebacketeatern                             |
| 1937 | Marie Mestretti     | Ringdans, eller Kärlek i tungvikt James Gleason och Richard Taber |                              | Odeonteatern, Stockholm                      |
| 1937 | Clara Eynsford-Hill | Pygmalion George Bernard Shaw                                     | Yngve Nordwall               | Helsingborgs stadsteater                     |
| 1937 | Jackie Coryton      | Höfeber Noël Coward                                               | Alf Sjöberg                  | Dramaten                                     |
| 1938 |                     | Revolution i kåksta'n Ernst Berge                                 | Sigge Fürst                  | Vanadislundens teater                        |
| 1941 | Elin                | Solvallakungen Ernst Berge                                        | Sigge Fürst                  | Vanadislundens friluftsteater                |
| 1948 | Miss Roberts        | Mollusken Hubert Henry Davies                                     | Semmy Friedmann              | Lisebergsteatern                             |
| 1949 |                     | Nyckelromanen Ragnar Josephson                                    | Erik Berglund                | Riksteatern                                  |
| 1954 | Helen Sherman       | Flickan ovanpå George Axelrod                                     | Sam Besekow                  | Alléteatern                                  |
| 1955 | Fru Webb            | Vår lilla stad (Our Town) Thornton Wilder                         | Per-Axel Branner             | Nya Teatern                                  |
| 1955 | Jessie              | Simon och Laura (Simon and Laura) Alan Melville                   | Per-Axel Branner             | Nya Teatern                                  |